# 하리코프 인민공화국
하리코프 인민공화국(러시아어: Харьковская Народная Республика 하르코프스카야 나로드나야 레스푸블리카[*])은 2014년 우크라이나 친러시아 분쟁시 하르키우 지역을 장악한 친러시아 무장 단체가 선포한 국가명이다.
2014년 4월 7일 친러시아 반군이 하르키우 주정부 청사를 점거한 후 독립을 선포하였으나, 4월 8일 우크라이나 정부의 대테러작전 수행으로 청사가 탈환되며 70여명이 체포됨으로 해산되었다.

## 개요
4월 7일 하르키우(러시아명 하리코프a )의 지역청사를 장악한 친러시아 시위대가 독립을 선포하고 설립하였다. 4월 8일, 시위대들이 체포되었고 지역청사 건물은 우크라이나군 특수부대가 친러시아 분리주의자들을 물리치고 점령했다. 4월 13일 이후, 하르키우 청사 앞에는 어떤 시위대들도 없다.
이 공화국은 체포된 수립자에 따르면 국제법에 따라서 다른 나라와의 관계를 구축한 주권 국가라고 주장했다. 그들은 주 국민 투표에서 주권을 인정하려는 계획이 있었다. 그들은 전 우크라이나 대통령인 빅토르 야누코비치를 합법화시킬려고 했다.

## 같이 보기
- 도네츠크 인민공화국
- 루간스크 의회공화국
- 루간스크 인민공화국
- 2014년 우크라이나 친러시아 시위
- 파벨 구바레프
- 도네츠크-크리보이로크 소비에트 공화국
- 유럽의 분리 운동 지역 목록

## 참고 문헌
- a  하리코프(Kharkov)는 러시아어 명칭이다. (우크라이나어로는 하르키우(Kharkiv)).